# August Lundberg (predikant)
August Lundberg, född 11 april 1863 i Aspeboda församling, Kopparbergs län, död 20 november 1930 i Vittangi församling, Norrbottens län, var laestadiansk predikant och lärare, anställd av Lapska missionens vänner från 1885 till sin död, först som föreståndare för dess skola i Lannavaara, sedan som kolportör. Brevväxlingen mellan Lundberg och hans uppdragsgivare i Stockholm finns bevarade från 1898 och framåt och utgör ett viktigt material för den historiska forskningen.